# ビーバー郡 (オクラホマ州)
ビーバー郡（英: Beaver County）は、アメリカ合衆国オクラホマ州の西部に位置する郡である。2010年国勢調査での人口は5,636人であり、2000年の5,857人から3.8％減少した。郡庁所在地はビーバー市（人口1,515人）であり、同郡で人口最大の都市でもある。

## 歴史
ビーバー郡は過去に幾つかの司法管轄下にあった。テキサス州がアメリカ合衆国の州になる前はテキサス州の管轄に入った。オクラホマ準州の一部ではない時期もあったが、組織化された領土ではなかった。1890年にオクラホマ準州の一部となった後は、第7郡とよばれ、オクラホマのパンハンドル地域全体が郡域だった。1907年にオクラホマが州に昇格したときに3分割され、西端はシマロン郡、中央はテキサス郡になり、東部がビーバー郡になった。現在の境界線は東が西経100度、北が北緯37度、南が北緯36.5度および、西が西経100.8度である。

## 地理
アメリカ合衆国国勢調査局に拠れば、郡域全面積は1,818平方マイル (4,708.6 km2)であり、このうち陸地は1,814平方マイル (4,698.2 km2)、水域は3平方マイル (7.8 km2)で水域率は0.18％である。ビーバーの町のすぐ北にビーバー砂丘州立公園がある。

### 主要高規格道路
- アメリカ国道64号線
- アメリカ国道83号線
- アメリカ国道270号線
- アメリカ国道412号線
- オクラホマ州道3号線
- オクラホマ州道23号線

### 隣接する郡
- ミード郡 (カンザス州) - 北
- クラーク郡 (カンザス州) - 北東
- ハーパー郡 - 東
- エリス郡 - 南東
- リップスコム郡 (テキサス州) - 南
- オチルツリー郡 (テキサス州) - 南西
- テキサス郡 - 西
- スワード郡 (カンザス州) - 北西

## 人口動態

人口ピラミッド

以下は2000年の国勢調査による人口統計データである。
| 基礎データ - 人口: 5,857人 - 世帯数: 2,245 世帯 - 家族数: 1,706 家族 - 人口密度: 1人/km2（3人/mi2） - 住居数: 2,719軒 - 住居密度: 1軒/km2（2軒/mi2） 人種別人口構成 - 白人: 92.71% - アフリカン・アメリカン: 0.29% - ネイティブ・アメリカン: 1.25% - アジア人: 0.10% - 太平洋諸島系: 0.03% - その他の人種: 3.76% - 混血: 1.86% - ヒスパニック・ラテン系: 10.76% 年齢別人口構成 - 18歳未満: 26.8% - 18-24歳: 6.5% - 25-44歳: 25.8% - 45-64歳: 24.1% - 65歳以上: 16.9% - 年齢の中央値: 39歳 - 性比（女性100人あたり男性の人口） - 総人口: 102.2 - 18歳以上: 100.9 | 世帯と家族（対世帯数） - 18歳未満の子供がいる: 33.5% - 結婚・同居している夫婦: 66.3% - 未婚・離婚・死別女性が世帯主: 6.1% - 非家族世帯: 24.0% - 単身世帯: 22.0% - 65歳以上の老人1人暮らし: 12.3% - 平均構成人数 - 世帯: 2.57人 - 家族: 2.99人 収入と家計 - 収入の中央値 - 世帯: 36,715米ドル - 家族: 41,542米ドル - 性別 - 男性: 31,013米ドル - 女性: 20,162米ドル - 人口1人あたり収入: 17,905米ドル - 貧困線以下 - 対人口: 11.7% - 対家族数: 8.8% - 18歳未満: 15.8% - 65歳以上: 7.8% |

## 政治
大統領選挙では昔は二大政党が競っていたが、最近では共和党の強い地盤になってきた。民主党候補者で最後にビーバー郡を制したのは1948年のハリー・S・トルーマンになっている。最近3回の大統領選挙では共和党候補が郡総投票数の85％以上を獲得している 。
アメリカ合衆国下院議員の選挙ではオクラホマ州第3選挙区に属し、現在は共和党議員を送り出している。オクラホマ州議会上院では第27選挙区に属し、やはり共和党議員である。州議会下院では第61選挙区に属し、これも共和党議員である。

## 都市と町

### 法人化された都市
- ビーバー - 郡庁所在地

### 町
- フォーガン
- ゲイト
- ノウルズ

### その他の町
- バルコ
- エルムウッド
- フロリス
- モケイン
- スラプート
- ターピン